# هوراشيو ويليام
هوراشيو ويليام (بالإنجليزية: Horatio Hale)‏ هو مستكشف ومحامي كندي وأمريكي، ولد في 3 مايو 1817 في نيوبورت في الولايات المتحدة، وتوفي في 28 ديسمبر 1896 في أونتاريو في كندا.

## وصلات خارجية
- هوراشيو ويليام على موقع الموسوعة البريطانية (الإنجليزية)
- هوراشيو ويليام على موقع إن إن دي بي (الإنجليزية)